# Gli amanti di Venezia
Gli amanti di Venezia (The Lost Moment) è un film statunitense del 1947, il solo diretto dall'attore Martin Gabel. Il soggetto è liberamente tratto dal racconto Il carteggio Aspern (The Aspern Papers, 1888) di Henry James.

## Trama
Un editore americano vuole impossessarsi delle lettere d'amore scritte dal poeta Jeffrey Ashton alla sua amante Giuliana Bordereau durante la prima metà dell'Ottocento. Per far questo si finge uno scrittore in cerca di ispirazione e affitta alcune stanze di un palazzo a Venezia, dove ancora vive Giuliana, ormai ultracentenaria. Oltre alle domestiche, la sola altra persona che abita nella casa è Tina, nipote dell'anziana donna. L'editore, nonostante la diffidenza mostratagli da Tina, è fiducioso di riuscire nel suo intento; ma il confessore di Giuliana lo avverte che la sua presenza nel palazzo rischia di provocare una tragedia, come d'altra parte lascia presentire lo strano comportamento di Tina.

## Produzione
Il film fu prodotto dalla Walter Wanger Productions.

## Distribuzione
Distribuito dalla Universal Pictures, il film fu presentato in prima il 21 novembre 1947.